# Driopea nigromaculata
Driopea nigromaculata är en skalbaggsart som beskrevs av Maurice Pic 1926. Driopea nigromaculata ingår i släktet Driopea och familjen långhorningar.
Artens utbredningsområde är Laos. Inga underarter finns listade i Catalogue of Life.